# تل سلمه
تل سلمه مربوط به دوره ساسانیان - سده‌های اولیه دوران‌های تاریخی پس از اسلام است و در شهرستان بوانات، بخش سرچهان، دهستان سرچهان، ۳ک متری غرب شهر حسامی، ۵۰۰ متری سمت چپ جاده کره‌ای به حسامی واقع شده و این اثر در تاریخ ۱ مرداد ۱۳۸۶ با شمارهٔ ثبت ۱۹۳۰۲ به‌عنوان یکی از آثار ملی ایران به ثبت رسیده است.